# Hylarana albotuberculata
Hylarana albotuberculata är en groddjursart som först beskrevs av Robert F. Inger 1954.  Hylarana albotuberculata ingår i släktet Hylarana och familjen egentliga grodor. IUCN kategoriserar arten globalt som otillräckligt studerad. Inga underarter finns listade i Catalogue of Life.